# Fridtjof Nansens Plads
Fridtjof Nansens Plads er en gade i København, beliggende hvor Østbanegade, Strandboulevarden og Kastelsvej mødes. Pladsen blev opkaldt i 1930 efter den norske polarforsker, diplomat og nobelprismodtager Fridtjof Nansen (1861-1930), der i 1922 modtog Nobels fredspris for sit humanitære arbejde.

## Historie
Før gaden fik sit nuværende navn, hed den Gefions Plads. I området findes stadig Gefionsgade, og det lille vejstykke mellem gaden og Østbanegade bar tidligere navnet Gylfesgade. Kvarteret nord for Østerport Station er kendetegnet ved gadenavne med relation til Norge.

## Bygninger på gaden
Ved Fridtjof Nansens Plads ligger flere markante bygninger. Den store ejendom Gamma, tegnet af arkitekterne Phillip Smidth og Theodor Hirth, blev opført i perioden 1899-1902. Gamma er en del af en større karré, der også omfatter ejendommene Delta og Epsilon, beliggende mellem Hardangergade, Arendalgade og Strandboulevarden.
I Gamma åbnede i 1904 en af Københavns første svømmehaller. Her blev saltvand fra Øresund pumpet ind i to separate bassiner for henholdsvis mænd og kvinder. Badeanstalten fungerede dog kun i få år. Indgangen til Gamma er udsmykket med to havdyr, som stadig kan ses i dag. I dag ligger Luxembourgs ambassade i bygningen. 